# هارولد إي. فروليش
هارولد إي. فروليش (بالإنجليزية: Harold E. Froehlich)‏ هو مهندس أمريكي، ولد في 1923، وتوفي في 19 مايو 2007.